# Irina Tigranova
Irina Georgiyevna Tigranova (armenisch Իրինա ԳևորՏիգ Տիգրանյան, russisch Ири́на Гео́ргиевна Тигра́нова; geboren 19. März 1936 in Leningrad; gestorben 17. März 2011 in Jerewan, Armenien) war eine russisch-armenische Musikwissenschaftlerin und Hochschullehrerin. Der armenische Komponist Awet Terterjan war ihr Ehemann.

## Leben und Wirken
Irina Tigranova wurde am 19. März 1936 als Tochter des Musikwissenschaftlers Georgiy Tigranov (1908–1991) in Leningrad geboren, wo ihr Vater als Professor am Staatlichen Konservatorium tätig war.
Über ihren beruflichen Werdegang ist bekannt, dass sie ab 1959 an der Armenischen Philharmonie unterrichtete. 1960 absolvierte sie eine Ausbildung im Fach Klavier am Staatlichen Konservatorium Jerewan und erwarb dort 1961 einen Abschluss in Musiktheorie. 1969 absolvierte sie ein Graduiertenstudium am Institut für Künste der Akademie der Wissenschaften Armeniens und unterrichtete anschließend als Professorin am Staatlichen Konservatorium von Jerewan.
Als Musikwissenschaftlerin galt ihr Hauptinteresse dem Komponisten Aram Chatschaturjan. Über ihn verfasste sie 1970 ihre Diplomarbeit Lyrische Bilder in der Musik von A. Chatschaturian. Neben ihrer Lehrtätigkeit in Jerewan hielt sie musikwissenschaftliche Vorträge in vielen Städten und war Autorin zahlreicher musikwissenschaftlicher Artikel, Essays, Rezensionen und Berichte. 1994 veröffentlichte sie die Biografie der armenischen Pianistin Anna Aleksandrovna Ambakumian (1919–1999), und 2008 war sie Mitautorin einer Biografie ihres Vaters.
Irina Tigranova starb am 17. März 2011 zwei Tage vor der Vollendung ihres 75. Lebensjahres in Jerewan. Sie fand ihre letzte Ruhestätte auf dem dortigen Tokhmakh-Friedhof in der Nähe des Grabes ihres Ehemannes.

## Posthume Ehrungen
Der armenische Komponist Ruben Sargsyan komponierte für Tigranova nach ihrem Tode ein Werk für Klavier und Kammerensemble mit dem Titel Farewell.
Im Dezember 2011 zeigte die bulgarisch-armenische Dokumentarfilmerin Tsvetana Paskaleva beim 8. Internationalen Filmfestival in Jerewan den Film „Sinfonie des Lebens“ (russisch „Симфония жизни“) über den Lebensweg des Ehepaares Terterjan-Tigranova.

## Persönliches
Tigranova war bis zu dessen Tod im Jahr 1994 mit dem armenischen Komponisten Awet Terterjan verheiratet, der ihr mehrere seiner Werke widmete, darunter das Streichquartett Nr. 1 in C-Dur (1964) und die 6. Sinfonie für Kammerorchester, gemischten Chor und Tonband (1981).
In einem von ihr selbst verfassten Text, der im Juli 1999 im Zusammenhang mit dem 70. Geburtstag Awet Terterjans in einer Jerewaner Tageszeitung veröffentlicht wurde, erzählte Tigranova von der besonderen Art ihrer Beziehung zu ihm: In den 36 Jahren ihrer Ehe habe sie trotz der großen Liebe zwischen ihnen insgesamt nur 1975 Tage, also etwa sechs Jahre, gemeinsam mit ihrem Ehemann verbracht.

## Veröffentlichungen (Auswahl)
- Muzyka--zhiznʹ moi︠a︡: tvorcheskiĭ putʹ A.A. Ambakumi︠a︡n. Muzyka, Moskau 1994, ISBN 5-7140-0585-6 (armenisch, Biografie von A. A. Ambakumian).
- Ė.S. Barutcheva, Irina Tigranova: Georgiĭ Grigorʹevich Tigranov: k 100-letii︠u︡ so dni︠a︡ rozhdenii︠a︡: statʹi, materialy, vospominanii︠a︡. Sankt Petersburger Konservatorium, Sankt Petersburg 2008, OCLC 741367367 (armenisch, Biografie ihres Vaters).
- Zu einem Merkmal des Stils von A. I. Khachaturian. Bulletin of Social Sciences der Akademie der Wissenschaften der armenischen SSR, Jerewan 1970, Nr. 1 (armenisch)
- Über die Lyrik im Ballett „Gayane“. Sammlung Aram Khachaturian, Akademie der Wissenschaften der armenischen SSR, Institut der Künste, Jerewan 1972.
- Lyrische Bilder in den Werken von Aram Khachaturian. Jerewan, 1973 (armenisch)
- Über die Woche junger Komponisten in Moskau und Jerewan. Sovetakan Arvest, Armenian S.S.R. Kulturayi Ministrutʻyun, Jerewan 1974, Nr. 12 (armenisch).
- Denker und Musiker. Sovetakan Arvest, Armenian S.S.R. Kulturayi Ministrutʻyun, Jerewan 1986, Nr. 12, (armenisch).